# 빈저우 철로

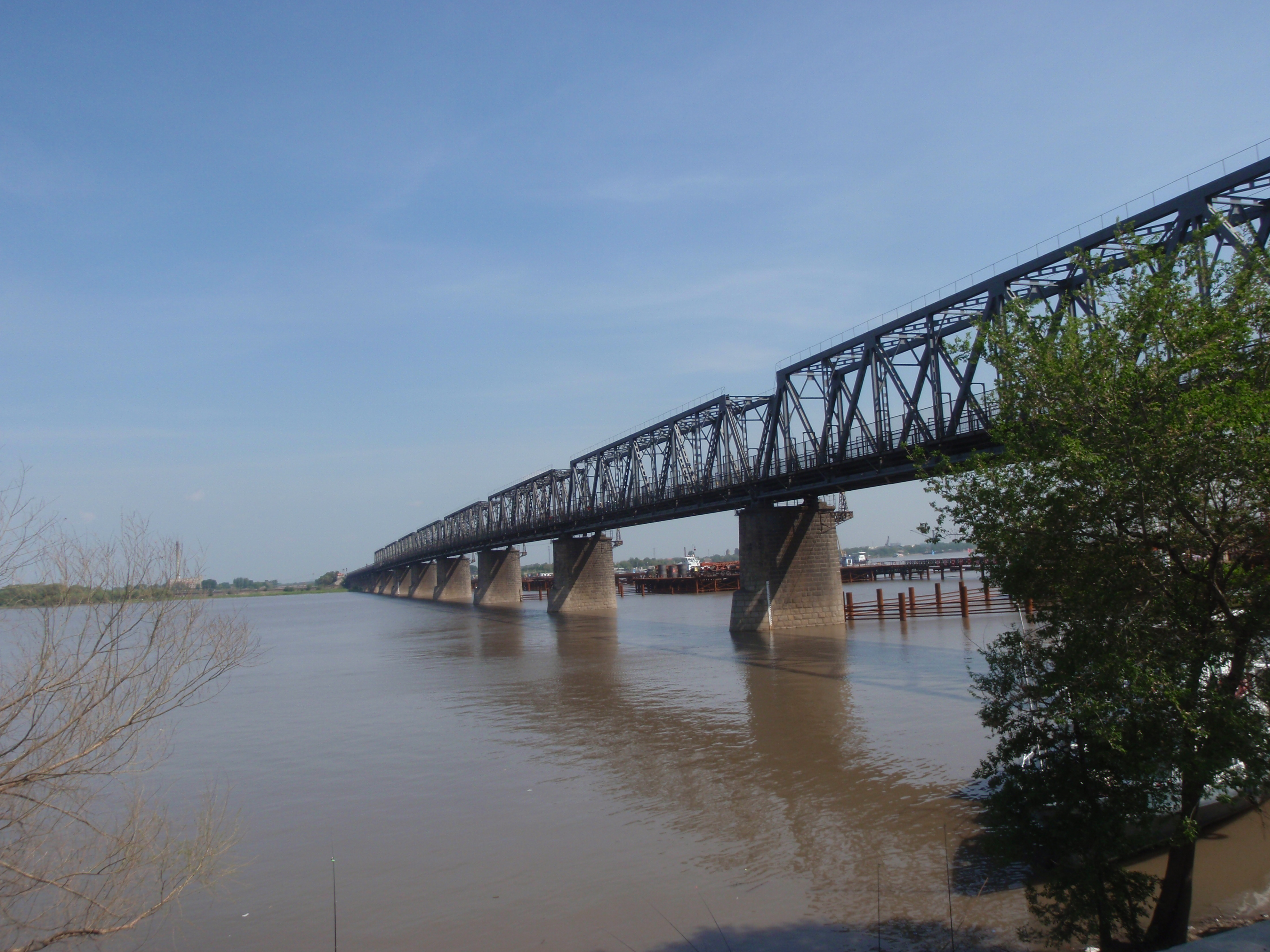
빈저우 철로

빈저우 철로(중국어: 濱洲鐵路)는 하얼빈시의 하얼빈 역과 만저우리 시를 잇는 철도선이다. 이 노선은 원래 시베리아 횡단철도였던 동청 철도의 일부로 개통되었으며 빈저우 철로 구간과 빈쑤이 철로 구간을 통해 블라디보스토크까지 바로 잇는 철도로 개통되었다. 시베리아 횡단 철도의 지선이 된 만주 횡단 철도와 연결되는 국제 철도이다. 빈저우 시와는 관계가 없다. 하얼빈 시의 이 노선의 철교는 하얼빈의 랜드마크이다. 현재 복선 전철화되어있다.